# 迈克尔·海尼施

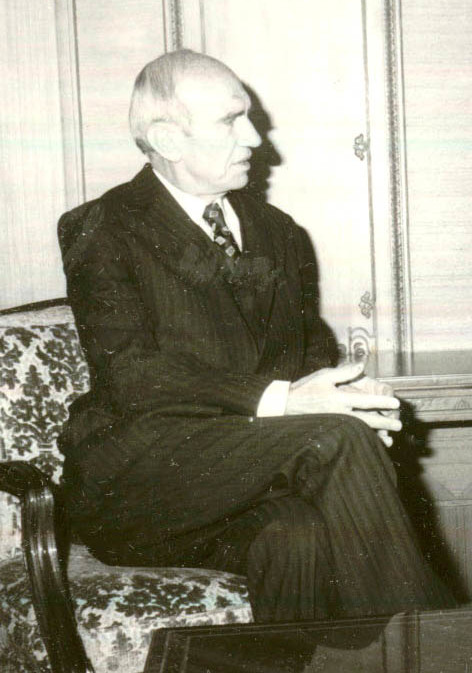
迈克尔·海尼施

迈克尔·海尼施（德語：Michael Hainisch，1858年—1940年）是奥地利第一共和国第二任總統（1920年－1928年）。他是一個自由主義經濟學者、政治家和社會活動家，不屬於任何政黨。
1927年7月爆發維也納環城大道左右翼大衝突事件，右翼勢力全面抬頭。
| 前任： 卡尔·塞茨 | 奥地利总统 1920年－1928年 | 繼任： 威廉·米克拉斯 |

1. ↑  杜子信 <奧地利史> 三民書局 2020年版 P264起